# Olearia paniculata
Olearia paniculata là một loài thực vật có hoa trong họ Cúc. Loài này được Druce mô tả khoa học đầu tiên năm 1917.